# Gröden (Brandebourg)
Pour les articles homonymes, voir Gröden.

Gröden  est une commune de l'arrondissement d'Elbe-Elster, dans le sud du land de Brandebourg, en Allemagne.